# Layana
Layana là một đô thị ở tỉnh Zaragoza, Aragon, Tây Ban Nha. Theo điều tra dân số 2004 của Viện thống kê Tây Ban Nha (INE), đô thị này có dân số là 120 người. Diện tích đô thị này là 3 ki-lô-mét vuông. Đô thị này nằm ở độ cao 486 m trên mực nước biển.

## Biến động dân số
Dữ liệu dân số của Layana giai đoạn 1842 và 2006:
| Biến động dân số của Layana từ năm 1842 đến năm 2006 |      |      |      |      |      |      |      |      |      |      |      |      |      |      |      |
| 1842                                                 | 1877 | 1887 | 1897 | 1900 | 1910 | 1920 | 1930 | 1940 | 1950 | 1960 | 1970 | 1981 | 1991 | 2001 | 2006 |
| 147                                                  | 358  | 315  | 311  | 343  | 405  | 446  | 479  | 468  | 428  | 385  | 332  | 230  | 192  | 137  | 123  |